# Густав Льобон
Густав Льобон или Густав Льо Бон (старо изписване Густав Ле Бон) (на френски: Gustave Le Bon) е френски психолог, историк, социолог и антрополог, основател на социалната психология, автор на популярната монография „Психология на тълпите“.

## Биография
Роден е на 7 май 1841 година в Ножан льо Ротру, Франция. Получава научна степен по медицина.
Льобон създава доктрината за йерархията на расите. Критериите, които постановява, включват степента на способностите за разсъждения, силата на вниманието и владеенето на инстинктивните потребности. Сравнявайки например психичните характеристики на англосаксонците с тези на испаноговорещите, той намира, че англосаксонците ги превъзхождат във всяко отношение.
Разработва и друга йерархия, която нарича йерархия на половете. В тази система животните, психично болните, социалистите, децата, дегенератите и примитивните народи, се смятат за малоценни същества. Убеден е, че поведението на хората в тълпата се различават съществено от индивидуалното човешко поведение. В тълпата съществува съвместност и единство на психиката, което може да се изрази като нетолерантност, неустоима сила или безотговорност. Действията на тълпите могат да са внезапни и екстремални; интелектуалните процеси са рудиментарни и механични. Това е една от няколкото теории за „груповата психика“, които процъфтяват по това време.
Умира на 13 декември 1931 година в Марн Ла Кокет на 90-годишна възраст.